# 월터 보든
월터 보든(Walter Borden, 1942년 1월 1일 ~ )은 캐나다의 배우, 시인이다.
노바스코샤주에서 태어났다.

## 영화
- 집행자들 (2015년)
- 저란터필리어 (2013년)
- 100 뮤지션스 (2012년)
- 너즈.파이터.보이 (2008년)
- 성자들의 축제 (2001, The Feast of All Saints)